# Mongolian Ping Pong
Pour plus de détails, voir Fiche technique et Distribution.
Mongolian Ping Pong (chinois simplifié : 绿草地 ; pinyin : lǜ cǎodì ; litt. « prairie verte »), littéralement « Ping-pong mongol », est un film sino-mongol écrit et réalisé par le réalisateur chinois Ning Hao en langue mongole, sorti le 11 octobre 2006.

## Synopsis
Le jeune Bilike vit avec sa famille dans une yourte au fin fond des steppes mongoles. Pour un garçon de son âge, le moindre détail peut se transformer en événement : ainsi, il fait une découverte « extraordinaire », pour lui et pour ses amis Dawa et Erguoto, une balle de ping-pong. Commence alors, pour tous trois, une grande quête qui pourrait les mener loin...

## Fiche technique
- Titre anglais : Mongolian Ping Pong
- Titre original : chinois simplifié : 绿草地 ; pinyin : lǜ cǎodì ; litt. « prairie verte »
- Réalisation : Ning Hao
- Scénario : Ning Hao
- Langue originale : Mongol
- Photographie : Jie Du
- Musique : He Wu
- Montage : Yong Jiang
- Pays d'origine :  Chine (Mongolie-Intérieure)
- Genre : Comédie dramatique
- Durée : 102 minutes
- Date de sortie : 11 octobre 2006

## Distribution
- Hurichabilike : Bilike
- Dawa : Dawa
- Geliban : Erguoto
- Yidexinnaribu : le père de Bilike
- Badema : la mère de Bilike
- Wurima : la sœur de Bilike
- Dugema : la grand-mère de Bilike
- Jin Laowu : le conducteur de camion

## Distinctions
- Prix du Public au Festival de Berlin (Allemagne) 2005.
- Meilleure photographie pour Jie Du au Festival de Valladolid (Espagne) 2005.
- Sélectionné au 29e Festival international du film de Hong Kong (Chine), 2005.
- Meilleur prix de bienvenue des étudiants en cinéma au Festival international du film de Shanghai (Chine).
- Grand prix de la société de divertissement CJ au Festival international du film de Busan (Corée).

## Commentaire
Voici, après L'Histoire du chameau qui pleure et Le Chien jaune de Mongolie, tous deux de la réalisatrice Byambasuren Davaa, sortis peu auparavant, une nouvelle illustration de la qualité d'un cinéma mongol qui existe. On retrouve des traits communs : une histoire simple, une grande authenticité avec des interprètes mongols « jouant » (tout juste) leur propre rôle (ou presque), des paysages superbes. Et, particulièrement dans celui-ci, très attentif au sens du détail, un humour fin naissant le plus souvent du décalage entre notre époque et une civilisation qui en est, encore, très éloignée, même si le film montre que, petit à petit, les choses changent : premiers signes significatifs de la fin d'un monde atypique ?